# Mas Sant Cristòfol
|  | Per a altres significats, vegeu «Cal Magre». |

El Mas Sant Cristòfol o Cal Magre és un mas al petit nucli de l'Estela, a pocs metres de distància de l'església de Santa Maria, al nord-oest del municipi de Cabanelles (l'Alt Empordà) al qual pertany. Es tracta d'un conjunt format per les restes de la capella de sant Cristòfol i, adossada a aquesta per la banda de migdia, la masia actualment reformada de cal Magre.

## Església
L'església de Sant Cristòfol és documentada l'any 1095 com a donació al priorat de Lladó pel prevere Ramon Amalrich. Les butlles del papa Calixt II dels anys 1120 i 1123 confirmen aquesta possessió sobre l'església de Sancti Christophori de Stella.
De l'antiga església de Sant Cristòfol, actualment molt degradada, se'n conserven diversos trams d'estructures que permeten saber que es tractava d'un temple de planta rectangular. Actualment no hi ha coberta i la majoria de paraments estan completament enrunats. La façana de llevant, on el parament conserva més alçada, presenta quatre obertures alineades, dues finestres i una porta rectangulars força malmeses i una porta d'arc rebaixat que dona accés a l'interior del temple. Aquest espai, ple de runa i vegetació, conserva una petita volta d'arc de mig punt bastida en pedra desbastada que protegeix una porta rectangular emmarcada en pedra, que probablement donava pas a la nau, des d'una estança de mides més petites. La construcció és bastida en pedra sense treballar i fragments de maons, disposats irregularment.

## Masia
Al costat de l'església de Sant Cristòfol s'hi troba el mas Cal Magre, també conegut com a Mas de Sant Cristòfol. Es tracta d'un casal del segle XVII-XVIII encara que segons el Pla Especial d'identificació i regulació de masies i cases rurals de l'Ajuntament de Cabanelles daten l'edifici l'any 1780.
Adossat al mur de migdia del temple hi ha la masia d'època moderna. Es tracta d'un edifici de planta més o menys rectangular format per dos cossos adossats, amb la coberta de teula de dues vessants i distribuït en planta baixa i pis. La façana principal, orientada a llevant, presenta la porta d'accés al pis mitjançant unes escales de pedra exteriors. És d'obertura rectangular, amb els brancals bastits en carreus ben desbastats i la llinda plana. A la planta baixa hi ha dues obertures de mig punt bastides amb lloses de pedra, una amb accés a l'interior i l'altra tapiada. La façana de migdia presenta totes les obertures bastides en maons, majoritàriament rectangulars. Destaquen les de l'extrem de ponent, corresponents a un cos estructural adossat. A la planta baixa hi ha un gran portal d'arc rebaixat i al pis una finestra de mig punt. La façana de ponent també presenta obertures rectangulars bastides en maons. La construcció és bastida en pedra desbastada de mida mitjana, disposada en filades regulars, amb diverses refeccions fetes en maons.